# Величківка (Корюківський район)
Величківка — село в Україні,у Менській міській громаді Корюківського району Чернігівської області, на річці Мені.
Населення становить 787 осіб. Від 2016 орган місцевого самоврядування — Величківська сільська рада, якій було підпорядковане також село Вільне.

## Походження назви
Село Величківка вперше згадується в документах середини XVII століття. Засноване було представником козацького роду Величків. Звідси і пішла його назва.

## Історія
В кінці XVII — на початку XVIII століть село було вільним козацьким і входило до складу Менської сотні.
На початку XVIII століття, у період війни зі шведами, Менський сотник І. В. Сахновський за особливі заслуги (за те, що зрадив гетьмана І. Мазепу) був нагороджений грамотою московського царя Петра І, згідно з якою йому у володіння було надано село Величківка.
Сотник І. Сахновський привіз із собою до села селян-кріпаків і поступово закріпачив також козацькі сім'ї, що проживали по вулиці Городок.
Мешканці Величківки займалися в основному вирощуванням тютюну (бакуну), торгівлею.
У другій половині XIX століття кількість жителів села швидко зростає: в 50-х роках у Величківці було 104 двори і 690 жителів, а в 1897 році — вже 170 дворів і 984 жителі.
У селі була православна церква Преображення Христового, біля якої росте віковий дуб.
У 1917-1920 роках влада у селі змінювалась кілька разів. Остаточну владу отримали більшовики.
У 1925—1926 роках у Величківці плідно працювала школа-лікнеп, яка внесла вагомий внесок у ліквідацію неписьменності.
Однак комуністична влада зруйнувала Преображенську церкву, до сьогодні вцілів лише віковий дуб, що ріс біля храму.
У 1929 році у Величківці було організовано ТСОЗ і промислову артіль імені Якіра з видобутку торфу. Ініціаторами її створення вважаються Григорій Вахненко, Володимир Харченко, Парфен Макиша. У 1930 році ці двоє господарств були об'єднані в колгосп «Маяк».
У період проведення суцільної колективізації (1930—1934 роки) в селі декого «розкуркулили», їх виселили до Булигівки, яка знаходиться за 7 км від Величківки.
У 1937 році на землях колгоспу «Маяк» була створена зерносортова дільниця, яка стала відомою в районі і за його межами.
У Величківці працювала метеорологічна станція, якою завідувала вчителька Ю. С. Федіна.
З 6 вересня 1941 року по 18 вересня 1943 року село було тимчасово окуповано німецько-нацистськими загарбниками. Гітлерівці розстріляли 8 жителів села, 20 осіб було вивезено на каторжні роботи до Німеччини в статусі «остарбайтерів».
Допомогу партизанам, які переховувались у довколишніх лісах, надавали житель села Іван Реп'ях і його дочка Мотрона.
На фронтах Другої світової війни боролися з німецькими нацистами 370 жителів Величківки, 89 із них за проявлені мужність і героїзм нагороджені орденами і медалями, 149 — загинули. На честь полеглих односельців споруджено пам'ятник і, згідно з давньою українською традицією, посаджено дерева коло школи.
У 1981 році було утворено Величківську сільську раду. За високі виробничі показники 57 працівників сільського господарства були нагороджені орденами і медалями.
У 1985 році колгосп «Маяк» було перейменовано в колгосп «Перемога».
У 1992 році колгосп реорганізовано в колективне сільськогосподарське підприємство «Перемога». У лютому 2000 року господарство увійшло до складу сільськогосподарського кооперативу «Промінь», центральний офіс якого знаходиться в місті Мені. Станом на сьогодні в селі функціонує виробничий підрозділ цього господарства. В його користуванні перебуває 2200 га сільськогосподарських угідь, у тому числі 1360 га орної землі.
Крім того, у Величківці діють 3 селянсько-фермерських господарства, за якими закріплено 96 га землі.
У селі діє загальноосвітня школа І-ІІ ступенів (12 учителів і 130 учнів), будинок культури на 120 місць, дві бібліотеки (книжковий фонд — 9 тисяч примірників), фельдшерсько-акушерський пункт, їдальня, кафе, магазин, відділення зв'язку.
Наприкінці 90-х років XX століття у Величківці спостерігалося значне збільшення поголів'я худоби в особистих господарствах громадян. Так, станом на 01.01.2000 року в населення нараховувалося 200 корів, 300 свиней, п'ять тисяч птиці, 20 коней, жителі села мають у приватній власності майже 200 га землі.
На 01.01.2000 року у Величківці налічувалось 320 дворів і 800 жителів. Майже всі вулиці села заасфальтовано, до садиб жителів підведено водогін, 130 будинків газифіковано.
12 червня 2020 року, відповідно до розпорядження Кабінету Міністрів України № 730-р «Про визначення адміністративних центрів та затвердження територій територіальних громад Чернігівської області», увійшло до складу Менської міської громади.
19 липня 2020 року, в результаті адміністративно-територіальної реформи та ліквідації Менського району, село увійшло до складу Корюківського району.

## Видатні земляки
Уродженцями Величківки є:
- Н. П. Богданенко (1935 р.н.) — заслужена вчителька України;
- І. М. Вахненко (1931—1983 рр.) — нагороджений Почесною грамотою Президії Верховної Ради УРСР за багаторічну активну роботу по охороні природи і раціональне використання природних ресурсів;
- Горовий Григорій Романович (1921—1992 рр.) — учасник Параду Перемоги на Червоній площі в Москві 24.06.1945 р. Пройшов усю Другу світову війну до Берліна, жодного разу не був поранений;
- П. Ф. Вахненко (1931—2001 рр.) — доктор технічних наук, дійсний член Академії будівельників України, професор Полтавського технічного університету.

У Величківці пройшло дитинство О.М. Лопухова (1931—2009 рр.) українського художника, заслуженого діяча мистецтв УРСР.